# Benkara hoaensis
Benkara hoaensis är en måreväxtart som först beskrevs av Jean Baptiste Louis Pierre och Charles-Joseph Marie Pitard, och fick sitt nu gällande namn av Colin Ernest Ridsdale. Benkara hoaensis ingår i släktet Benkara och familjen måreväxter.
Artens utbredningsområde är Vietnam. Inga underarter finns listade i Catalogue of Life.